# Josu Jon Imaz
Josu Jon Imaz San Miguel (Zumárraga, 6 de septiembre de 1963) es un empresario, político y químico español. Actual consejero delegado de Repsol, es doctor en Ciencias Químicas por la Universidad del País Vasco. También fue presidente del Partido Nacionalista Vasco entre 2004 y 2008, sustituyendo a su histórico dirigente Xabier Arzalluz, así como consejero de Industria, Comercio y Turismo del Gobierno Vasco entre 1999 y 2004.

## Formación
Josu Jon Imaz San Miguel es doctor en Ciencias Químicas por la Universidad del País Vasco. Licenciado en la Facultad de Ciencias Químicas de San Sebastián, Premio Extraordinario Fin de Carrera y especializado en Polímeros. Formación en Dirección General de Empresas en el curso 89-90, dentro del Plan de Formación de la Dirección General de Ikasbide-Grupo Cooperativo Mondragón. Completada la tesis doctoral en la Escuela Superior de Ingenieros Industriales de Bilbao (1994).
En diciembre de 1986 fue enviado por el Centro Tecnológico INASMET al Centro francés CETIM de Nantes, becado por el Ministerio de Industria y Energía dentro de su programa de formación de investigadores en el extranjero.
Fue responsable del Área de Composites y Polímeros de INASMET en el período 1987-1989, para incorporarse al Grupo Cooperativo Mondragón en el período 1989-1991 como promotor industrial. Posteriormente fue responsable del Departamento de Marketing y Relaciones Exteriores de INASMET en el período 1991-1994.

## Actividad política
Empezó su actividad política en EGI, las juventudes del Partido Nacionalista Vasco, partido al que se afilió en 1978. Asumió los cargos de presidente de EGI en Villarreal de Urrechua-Zumárraga (1979-1982), donde también fue miembro de la Junta Municipal del PNV, miembro del Consejo Regional de EGI en Guipúzcoa (1980-1986) y miembro del Consejo Nacional de EGI (1981-1986). Como miembro del PNV fue representante de su Asamblea Nacional (1983-1985, 1986-1988 y 1992-1994), miembro del GBB (1988-1990) y teniente de alcalde y concejal de Hacienda y Desarrollo de Zumárraga (1991-1995).
En junio de 1994 fue elegido eurodiputado en las elecciones al Parlamento Europeo dentro de la candidatura Coalición Nacionalista, desempeñando sus funciones en la Comisión de Presupuestos, Industria y Asuntos Económicos y Pesca y en la subcomisión monetaria, de la que fue vicepresidente. Durante su periplo en la cámara europea también ejerció el cargo de vicepresidente del Partido Demócrata Europeo. Dejó el Parlamento Europeo tras ser nombrado el 7 de enero de 1999 consejero de Industria, Comercio y Turismo y portavoz del Gobierno Vasco. A partir del Consejo de Gobierno celebrado el 17 de julio de 2001 fue nuevamente titular de la cartera de Industria, Comercio y Turismo del Gobierno Vasco y portavoz del mismo, cargos que desempeñó hasta el 13 de enero de 2004.
En la Asamblea General del Partido Nacionalista Vasco, celebrada los días 17 y 18 de enero de 2004, fue elegido presidente de la ejecutiva nacional del PNV (EBB) hasta que anunció su retirada de la política el 12 de septiembre de 2007. Después de que los sectores que apoyaban las diversas tendencias del partido llegaran a un acuerdo sobre el contenido del borrador, la ponencia política el 10 de septiembre, mediante una carta abierta publicada en varios medios titulada Apostar por el futuro, manifestó que abandonaba la política, y consiguientemente que no se presentaría a la reelección.

«Hay momentos en la vida en los que las personas debemos enfrentarnos a decisiones complejas. Dar importancia a los proyectos en los que creemos o apostar por vincular esos proyectos a nuestra propia participación en los mismos. No quiero ocultar que en las últimas semanas he vivido esta disyuntiva. Y he tomado una opción. No seré candidato a la presidencia del EBB del Partido Nacionalista Vasco, para la que fui elegido hace cuatro años. Volveré a la actividad profesional después de más de trece años de compromiso intenso con aquellas funciones que EAJ-PNV me ha encomendado: diputado al Parlamento Europeo, consejero de Industria, Comercio y Turismo del Gobierno Vasco y presidente de nuestra ejecutiva, el Euzkadi Buru Batzar. (...)»

Desde algunos sectores se sugirió que su abandono de la política se debió a discrepancias internas con el sector al que denominan soberanista del PNV.

## Actividad profesional
Tras su salida del PNV, Imaz decidió abandonar España en enero de 2008 con su esposa y sus tres hijos a EE. UU., donde residió hasta julio de 2008. Durante estos seis meses Imaz desarrolló un trabajo de investigación para el centro Escuela de Gobierno John F. Kennedy, de la Universidad Harvard. En julio de 2008 vuelve a España como presidente ejecutivo de Petronor, filial de Repsol.
En 2010 asume la dirección de la Unidad de Nuevas Energías de Repsol con el objetivo de identificar oportunidades, promover proyectos y llevar a cabo iniciativas de negocio en ámbitos como la bioenergía y las energías renovables aplicadas al transporte. En 2012 se incorpora al Comité de Dirección de Repsol como director general del Área Industrial y Nuevas Energías.
En noviembre de 2011, es elegido presidente de la Asociación Española de Operadores de Productos Petrolíferos (AOP), y en 2012 fue nombrado director general del Área Industrial y Nuevas Energías de Repsol y miembro del Comité de Dirección de dicha compañía.
El 30 de abril de 2014 fue nombrado consejero delegado de Repsol.